# Procesador Java
Un procesador java es una implementación de la Máquina virtual Java en hardware.

## Implementaciones
- picoJava fue el primer intento de Sun Microsystems para construir un procesador Java.
- aJ102 y aJ200 de aJile Systems, Inc..
- Cjip de Imsys Technologies.
- Komodo es un microcontrolador Java multiproceso para la investigación sobre la programación en tiempo real.
- FemtoJava es un proyecto de investigación para construir un procesador de aplicaciones específicas de Java.
- ARM926EJ-S es un procesador ARM capaz de ejecutar bytecode de Java, esta tecnología es llamada Jazelle.
- Java Optimized Processor para FPGAs.
- SHAP.
- jHISC ofrece soporte de hardware para funciones orientadas a objetos.
- ObjectCore es un procesador Java multi-núcleo diseñado por Vivaja Technologies.